# Spanischer Real

Ein Real, König Philipp III., 1608

Der Real (abgeleitet von spanisch rey = König) war die Währung in Spanien für mehrere Jahrhunderte.

## Geschichte

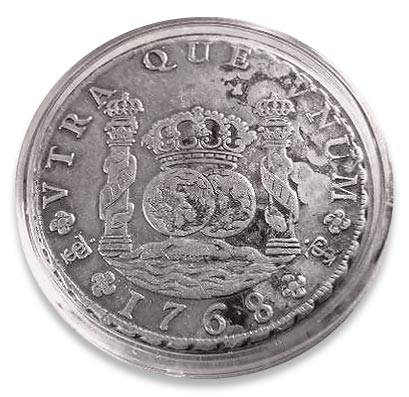
Silbermünze

Pedro IV. von Aragón begann Mitte des 14. Jahrhunderts mit der Prägung von Gold-Reales auf Mallorca. In Spanien wurden seit Mitte des 14. Jhs. auch Silbermünzen mit der Bezeichnung „Real“ geprägt, ausgehend von Mallorca und Valencia. Die einfachen Reale wurden in großen Mengen geprägt und hatten in der Hochzeit des spanischen Imperiums einen erheblichen Anteil am europäischen Geldumlauf des 16. Jahrhunderts und teilweise des 17. Jahrhunderts. In der permanenten spanischen Wirtschaftskrise des 18. Jahrhunderts fand eine erhebliche Entwertung statt. In Spanien wurde 1869 die Peseta eingeführt.

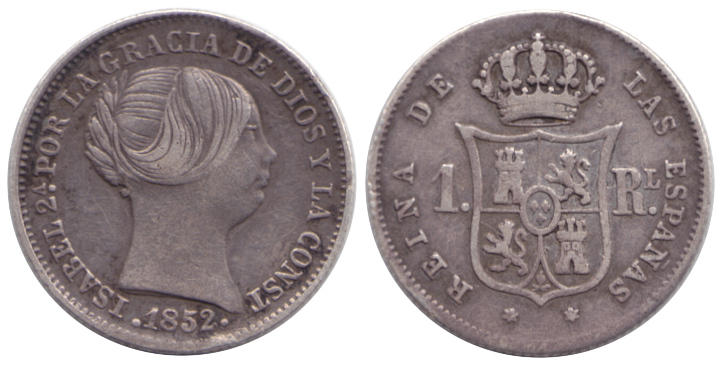
1 real, Spanien, 1852, Isabella II.

Der portugiesische Real (Plural: Réis) wurde um die gleiche Zeit eingeführt, wie der spanische, verlor jedoch schnell an Wert und sank zur kupfernen Scheidemünze ab, blieb aber Berechnungsgrundlage.
Auch in den spanischen Niederlanden wurden silberne Reale geprägt – bis in die Spätphase des niederländischen Unabhängigkeitskrieges.
Aus den reichen Silbervorkommen Südamerikas wurden ab dem 16. Jahrhundert Real-Stücke geprägt. Am bekanntesten ist wohl die Münze zu 8 Reales (deutsch: „Achterstück“, englisch: „Piece of eight“), die mit einem Gewicht von ca. 27 Gramm dem Taler gleichwertig war.
Silbermünzen zu 1/2, 1, 2, 4 und 8 Reales waren bis Ende des 19. Jahrhunderts in Mittel- und Südamerika gängig – zu Kolonialzeiten meist mit dem Konterfei des jeweiligen spanischen Königs, nach der Unabhängigkeit meist mit landestypischen Symbolen und oft der Abbildung einer sogenannten Freiheitsmütze.
Auch in Nordamerika und vielen weiteren Ländern wie dem Sudan, Eritrea, Ländern des Indischen Ozeans und China zirkulierten (vor allem 8-)Reales-Münzen als Zahlungsmittel – teilweise durch Gegenstempel umgewidmet.
Ab Ende des 19. Jahrhunderts wurde die Währung „Real/Reales“ oft durch landesspezifische Währungen (Sol, Boliviano, Peso, Riyal u. a.) ersetzt.

## Stückelung
| Real         | Real de vellón |
| 8 escudos    | 320 reales     |
| 4 escudos    | 160 reales     |
| 2 escudos    | 80 reales      |
| 8 reales     | 20 reales      |
| 4 reales     | 10 reales      |
| 2 reales     | 5 reales       |
| 1 real       | 2½ reales      |
| 1/2 real     | 1¼ real        |
| 8 maravedíes | 8 maravedíes   |
| 4 maravedíes | 4 maravedíes   |
| 2 maravedíes | 2 maravedíes   |
| 1 maravedí   | 1 maravedí     |
| ------------ | -------------- |